# Степанюк, Дарья Викторовна
Дарья Викторовна Степанюк (укр. Дар’я Вікторівна Степанюк, 22 мая, 1990 года, Харьков, Украина) — украинская пловчиха, двукратный серебряный призёр Летней Универсиады в Шэньчжэне (2011).

## Биография
После окончания училища физической культуры поступила в ХГАФК на факультет циклических видов спорта. Она тренируется и работает в харьковском бассейне АКВАРЕНА, а также с успехом принимает участие в различных соревнованиях Украины, Европы и Мира.
Принимала участие в Олимпийских играх 2008. Имеет много значительных результатов и установила несколько рекордов Украины в своем виде плавания.
Также участвовала в Олимпийских играх 2012.